# Elza Lejdeï
Elza Ivanovna Lejdeï (en russe : Эльза Ивановна Леждей), née le 19 février 1933 à Sébastopol dans l'Union soviétique et morte le 12 juin 2001 à Moscou (Russie), est une actrice soviétique puis russe.

## Filmographie
- 1956 : Pavel Kortchaguine de Alexandre Alov et Vladimir Naoumov
- 1957 : L'Orage de Mikhaïl Dubson
- 1959 : 
  - Des soldats marchaient (Шли солдаты…) de Leonid Trauberg : Olga Kartseva
  - La Ballade du soldat (Баллада o солдате) de Grigori Tchoukhraï : Lisa
- 1964 : Je m'balade dans Moscou de Gueorgui Danielia
- 1964 : Marcher ou mourir de Giuseppe De Santis et Dmitri Vassiliev : résistante
- 1964 : Adieu, les gosses ! de Mikhaïl Kalik : femme du couvreur
- 1971-1989 : Les experts conduisent l'enquête de Viatcheslav Brovkine
- 1975 : Au bout du monde (На край света…) de Rodion Nakhapetov : mère de Volodia
- 1977 : Les Orphelins de Nikolaï Goubenko

## Récompenses
- artiste émérite de la RSFSR (1974)